# Vakcínové informační prohlášení
Vakcínové informační prohlášení (anglicky Vaccine Information Statement, VIS) je dokument navržený Centrem pro kontrolu a prevenci nemocí (CDC) s cílem poskytnout informace pacientovi, který dostává vakcínu ve Spojených státech. Americký národní zákon o vakcínových rizicích vyžaduje, aby zdravotníci poskytli prohlášení pacientům před tím, než obdrží určitá očkování. Prohlášení obsahuje informace o výhodách a rizicích vakcíny, popis vakcíny, indikace a kontraindikace, pokyny pro pacienty s nežádoucí reakcí a další zdroje.

## Historie
V případu z roku 1974 Reyes v. Wyeth Laboratories, americký pátý obvodní odvolací soud rozhodl, že výrobci vakcín jsou odpovědní za varování pacientů před riziky spojenými s jejich vakcínou. To vyvolalo mezi výrobci obavy, protože se spoléhali na to, že zdravotníci podávající jejich vakcíny ponesou rizika podávaných vakcín na základě chyb, kterých se dopustili během poskytované zdravotní péče. V důsledku toho se zvýšily ceny vakcín, aby pokryly náklady na soudní spory. V reakci na to CDC přidalo do svých smluv klauzule o „povinnosti varovat“, které vyžadovaly buď individuální úsudek lékaře, nebo „smysluplná varování související s riziky a přínosy očkování“ pro všechny veřejně zakoupené vakcíny. To dalo vzniknout rané verzi dokumentu známého jako Important Information Statement (ISS), první z nich byl sepsán pro vakcínu proti prasečí a viktoriánské chřipce v roce 1976. Během následujícího desetiletí bylo vytvořeno více než 50 ISS pro různé vakcíny.
Nárůst soudních sporů souvisejících s vakcínami a strach z toho, že výrobci stahují vakcíny z trhu, vedly v roce 1986 k Národnímu zákonu o rizicích spojených s vakcínami (NCVIA). Zákon ustanovil Národní program pro kompenzaci poškozených vakcínami (VICP) a Systém hlášení nežádoucích účinků vakcín (VAERS), aby odejmuli odpovědnost za nežádoucí reakce z výrobců vakcín. Zákon vyžadoval vypracování písemných informací o všech vakcínách zahrnutých do VICP, což byla především rutinní dětská očkování. Zákon vyžadoval, aby všichni pacienti, případně jejich rodiče/zákonní zástupci, dostali tuto informaci před očkováním. Tajemník ministerstva zdravotnictví a sociálních služeb svěřil odpovědnost za vypracování těchto materiálů CDC. Do roku 1991 CDC vypracovalo čtyři 12stránkové „Vakcínové informační brožury“ (VIP) pro vakcíny DTP, MMR, obrnu a tetanus-záškrt (Td). Tyto brožury splnily požadavky NCVIA, ale byly kritizovány za jejich délku a množství času, kterého bylo potřeba k jejich vypracování. Začaly vznikat obavy, že si pacienti během své návštěvy nemohou přečíst celé formuláře a mohou být méně informováni kvůli méně důkladné kontrole informací.
Dodatek k NCVIA z roku 1993 zjednodušil požadavky na dokument a zjednodušil proces tvorby dokumentu. Byl zrušen požadavek na veřejné projednání při zpracování dokumentu a lhůta pro veřejné připomínky se zkrátila na 60 dnů. Zjednodušené požadavky vedly k vytvoření jediného listu (oboustranného) prohlášení o vakcínách (VIS), který se používá dodnes. V roce 1997 byly prohlášení dostupné pro všechny vakcíny, které je podle NCVIA vyžadovaly, a CDC začalo vytvářet VIS pro další vakcíny.
V roce 2008 byl vypracován dokument s názvem Pediatric Multi-Vaccine VIS, který obsahoval informace o vakcínách proti záškrtu, tetanu a černému kašli (DTaP), dětské obrně, hepatitidě B, pneumokokovému konjugátu a Haemophilus influenzae typu B (Hib). To umožňuje poskytovatelům péče poskytnout svým pacientům pouze jeden dokument namísto samostatného dokumentu pro každou vakcínu.
V roce 2013 byl vypracován „informační dokument poskytovatelům péče“, který obsahoval informace relevantní pro poskytovatele zdravotní péče, ale nikoli pro pacienty, čímž se snížila potřeba často aktualizovat VIS. Do roku 2016 byly dokumenty zpřístupněny prostřednictvím odkazů na webové stránky CDC.
Dokumenty VIS jsou nyní k dispozici na webových stránkách CDC a lze je poskytnout v tištěné podobě nebo elektronicky. Imunizační akční koalice (IAC), partnerská organizace CDC, poskytuje překlady VIS do více než 40 jazyků.

## Obsah dokumentu
Podle novely National Childhood Vaccine Injury Act (NCVIA) z roku 1993 musí VIS obsahovat alespoň tyto čtyři informace: (1) popis přínosů dané vakcíny, (2) popis jejích rizik, (3) informace o Národním programu pro odškodnění úrazů po vakcinaci (VICP) a (4) další relevantní informace stanovené ministrem zdravotnictví a sociálních služeb.
Současné dokumenty VIS obvykle obsahují následující sekce:
- " Proč se nechat očkovat?" - Tato část obsahuje popis přínosů vakcíny a rizik onemocnění, před kterými vakcína chrání.
- „[Název vakcíny]“ – Tato část je popisem konkrétní vakcíny, včetně informací o tom, komu je doporučena, jejím podání, počtu a načasování dávek a jakýchkoli dalších souvisejících informací.
- „Promluvte si se svým poskytovatelem zdravotní péče“ – Tato část obsahuje faktory, které mohou ovlivnit něčí rozhodnutím jestli si nechat danou vakcínu aplikovat. Obsahuje informace o alergiích, nemocech nebo jiných kontraindikacích, které mohou zvýšit rizika spojená s vakcínou. Sekce doporučuje prodiskutovat případné obavy s poskytovatelem zdravotní péče.
- „Rizika reakce na vakcínu“ – Tato část zahrnuje potenciální vedlejší účinky a nežádoucí reakce.
- "Co když je tu vážný problém?" - Tato část obsahuje pokyny pro pacienty s nežádoucí reakcí. Obsahuje pokyny, kdy kontaktovat svého poskytovatele zdravotní péče nebo tísňovou linku, v závislosti na úrovni závažnosti, a kontaktní informace pro systém hlášení nežádoucích příhod vakcín (VAERS).
- "Národní program pro odškodnění poranění způsobených vakcinací" - Tato část je zahrnuta ve VIS pouze pro vakcíny, na které se vztahuje VICP, jak je uvedeno v NCVIA. Zahrnuje webovou stránku a telefonní číslo VIPP.
- "Jak se mohu dozvědět více?" - Tato část obsahuje další zdroje a kontaktní informace na CDC.

Dokument s názvem Multivakcínový VIS (DTaP, Hib, hepatitida B, polio a pneumokokový konjugát) obsahuje stejné části uvedené výše, s podnadpisy v prvních čtyřech částech pro každou ze zahrnutých vakcín, podle potřeby.

## Požadavky na poskytnutí dokumentu
VIS musí být poskytnut před očkováním ve Spojených státech, pokud je pacient očkován proti záškrtu, tetanu, černému kašli, spalničkám, příušnicím, zarděnkám, dětské obrně, hepatitidě A, hepatitidě B, Haemophilus influenzae typu b (Hib), chřipce, pneumokokům konjugátem, meningokokem, rotavirem, lidským papilomavirem (HPV) nebo planými neštovicemi podle Amerického zákona o rizicích spojených s dětskými vakcínami (NCVIA). Dokument VIS musí být poskytnut osobě, která dostává vakcínu, nebo jejímu rodiči/zákonnému zástupci před každou dávkou vakcíny. „Zákonný zástupce“ je definován jako osoba, která může souhlasit s očkováním podle zákonů státu, ve kterém se vakcína podává. CDC také vytvořilo dokument VIS pro vakcíny, na které se nevztahuje NCVIA. CDC doporučuje poskytovatelům zdravotní péče, aby je poskytovali vždy, když podávají jednu z těchto vakcín. Pokud je vakcína zakoupena na základě smlouvy CDC, pak platí povinnost tyto dokumenty poskytnout. Právním základem pro tuto povinnost pak není NCVIA, ale klauzule „povinnosti varovat“ ve smlouvách CDC o vakcínách.
Dokumenty VIS mohou být poskytnuty na papíře, v elektronické podobě nebo na laminované kancelářské kopii. VIS lze poskytnout před návštěvou lékaře, ale zároveň musí být dokument také nabídnut při návštěvě, pokud je náplní návštěvy samotné očkování. Pacientovi nebo rodiči/zástupci musí být nabídnuta kopie VIS s sebou domů, protože dokument obsahuje informace o tom, co dělat v případě nežádoucí reakce. Pokud pacient dostane více vakcín při jedné návštěvě nebo kombinovanou vakcínu, měl by být poskytnut VIS dokument pro každou vakcínu nebo složku. Multivakcínový VIS lze použít pro děti, které dostávají DTaP, polio, Hib, hepatitidu B a pneumokokové konjugované vakcíny. Multivakcínový VIS není určen pro dospělé nebo dospívající.
V doložení o poskytnutí dokumentu VIS musí poskytovatel zdravotní péče zaznamenat datum vydání VIS dokument a datum, kdy byl dokument poskytnut pacientovi, a navíc dokumentaci potřebnou k očkování (datum očkování, výrobce vakcíny, číslo šarže, adresa, jméno a titul osoby, která vakcínu podává).

### Zvláštní okolnosti
Za určitých okolností nemusí být u očkování přítomen rodič nebo jiný zákonný zástupce pacienta, jako jsou školní kliniky nebo zařízení dlouhodobé péče. V těchto případech lze rodiči nebo zákonnému zástupci předat dokumenty VIS v době, kdy poskytnou souhlas, nebo v době přijetí do léčebny pro dlouhodobě nemocné. V případech, jako jsou školní kliniky, kde může být VIS zaslán rodičům domů, by měl být zaslán domů co nejblíže času očkování a rodič nebo zákonný zástupce musí písemně nebo elektronicky potvrdit přijetí VIS, včetně data poskytnutí VIS a data jeho vydání. Toto může být součástí formuláře souhlasu s očkováním.

### Dohody
NCVIA vyžaduje, aby poskytovatelé zdravotní péče používali VIS vytvořený CDC v nezměněném stavu (ačkoli mohou přidat kontaktní informace na úřad). Pro pacienty se zrakovým postižením nebo jinými potřebami lze VIS dodatečně číst nahlas nebo jej doplnit obrazovými materiály, videy, vysvětleními nebo jinými materiály. Pro pacienty, kterým angličtina nevyhovuje, jsou k dispozici překlady do více než 40 jazyků od Immunization Action Coalition (IAC).